# عناب بودایی

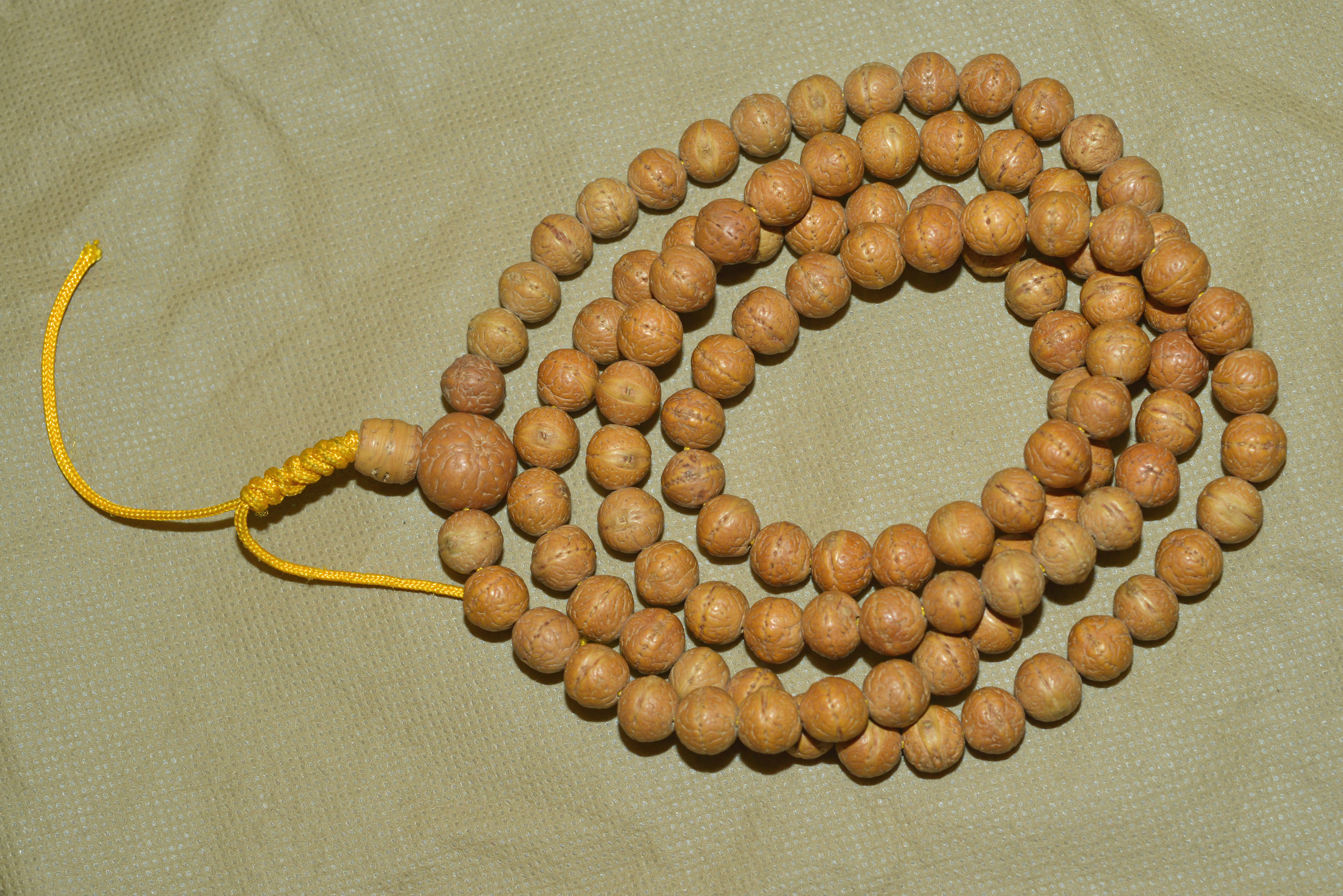
بودیچیتا مالاس از بذرهای عناب بودایی

عناب بودایی (نام علمی: Ziziphus budhensis)، یک گونه گیاهی از خانواده عنابیان است که بوم‌زاد منطقه تمال (Temal Rural Municipality) در استان بگماتی، نپال است.

## شرح
ارتفاع درخت به هشت تا ده متر می‌رسد. دو شکل است. شاخه‌های عقیم خارهای بلندتری دارند و شاخه‌های بارور خارهای کوتاه‌تری دارند یا خار ندارند. برگ‌های متناوب بیضی و بیضوی هستند. در اسفند و فروردین گل‌های سفید دارد. در ماه مه تا آگوست میوه می‌دهد.

## ارزش اقتصادی و مذهبی
عناب بودایی میوه‌ای خوراکی دارد و از درخت به‌عنوان علوفه گاو نیز استفاده می‌شود. از بذرها به‌عنوان مهره برای ساخت مالاس (تسبیح) استفاده می‌شود که به‌عنوان بودیچیتا مالاس (Bodhichitta malas) شناخته می‌شود، جاپ مالا یا مالاس بذر بودا، که در عبادت بودایی تبتی استفاده می‌شود. اینها با مالای ۱۰۸ مهره‌ای با قیمت ۸۰ هزار روپیه نپال بسیار ارزشمند هستند. اما قیمت مالا با توجه به قطر و روی بذر متفاوت است.
قطر کوچکتر حجیم‌تر قیمت دارد. به همین ترتیب مالا با یک صورت گران‌ترین است و به‌دنبال آن پنج رو، چهار رو، سه رو، دو رو و غیره قرار دارند. بر اساس گزارش‌ها، منطقه تیمال دارای تجارت سالانه بوداچیتا به ارزش یک میلیارد روپیه نپالی (۹/۸ میلیون دلار) است و مهره‌ها از نپال به هند، چین، سنگاپور، ژاپن و کره صادر می‌شود. دولت وزارت جنگل‌داری نپال کمیته‌ای ایجاد کرده و توزیع نهال این گیاه را به‌منظور ارتقای وضعیت اقتصادی مردم ساکن در این منطقه آغاز کرده است. تعدادی نهالستان برای پرورش نهال آن ایجاد شده است. قیمت نهال با توجه به تاریخ جوانه‌زنی و چهره بذر متفاوت است.